# 朱魯短平口鯰
朱魯短平口鯰，為輻鰭魚綱鯰形目長鬚鯰科的其中一種，分布於南美洲亞馬遜河及奧里諾科河流域，本魚體延長且側扁，嘴部扁平如鴨嘴，具觸鬚2對，體色為淡紅色，體側具深色條紋，條紋有垂直、斜向或分枝帶，尾鰭呈叉形，上下葉延長呈絲狀，體長可達60公分，棲息在沙泥底質的溪流，屬肉食性，生活習性不明，可做為食用魚及觀賞魚。